# Сото, Уго Рафаэль
Уго Рафаэль Сото (исп. Hugo Rafael Soto; род. 16 августа 1967, Сан-Фернандо-дель-Валье-де-Катамарка, Аргентина) — аргентинский боксёр-профессионал, выступавший в наилегчайшей (Flyweight) весовой категории. Чемпион мира по версии ВБА (WBA). В бою за титул чемпиона мира по версии Всемирного боксёрского совета (ВБС, WBC) боксировал против россиянина Юрия Арбачакова.
Наилучшая позиция в мировом рейтинге: ??-й.

## Результаты боёв
| Бой | Дата | Соперник | Судьи | Место боя | Раундов | Результат | Дополнительно |
| --- | ---- | -------- | ----- | --------- | ------- | --------- | ------------- |
|     |      |          |       |           |         |           |               |
| Бой | Дата | Соперник | Судьи | Место боя | Раундов | Результат | Дополнительно |